# Ключ (фильм, 1959)
Ключ (яп. 鍵) — японская кинодрама 1959 года, поставленная режиссёром Коном Итикавой по одноименному роману Дзюнъитиро Танидзаки 1956 года. Фильм участвовал в главной конкурсной программе 13-м Каннского международного кинофестиваля 1960, где получил Приз жюри. Лента также получила «Золотой глобус» как «лучший фильм на иностранном языке» и ряд других профессиональных кинонаград.

## Сюжет
Киото, конец 1950-х. В центре истории — Кэндзи Кэнмоти, стареющий эксперт старинного искусства, и его жена Икуко. Кэнмоти чувствует, что мужская сила покидает его, и тайно обращается к молодому врачу Кимуры, чтобы тот сделал ему инъекции, которые усиливают потенцию, несмотря на риск для здоровья. Кэнмоти также надеется выдать свою дочь замуж за Кимуру. Икуко, тайно ненавидит мужа, узнает об инъекциях, но решает сохранить свою осведомленность в тайне. Кэнмоти признается врачу, что эффективное средство вернёт себе молодость приведёт к ревности. Напоив жену до безумия, он подстраивает все так, чтобы врач увидел её голой. Его интрига приводит к тому, что Икуко по-настоящему влюбляется в Кимуру. Неугомонные страсти Кэнмоти приводят его к смерти, не без помощи жены. Их дочь Тосико, которая знает о связи матери с врачом, решает отравить мать, подсыпав ей в чай пестицид. Но, по трагикомической случайности, её успевает «опередить» в этом деле служанка Хана. Она дальтоник и просто не может отличить по виду пестицид от специй: так яд оказывается в салате у всей семьи.
Служанка признается в своей ошибке, но полиция не хочет её слушать, считая, что семья совершила самоубийство, раскаиваясь в плохом отношении к Кэнмоти.

## В ролях
| Актёр             | Роль           |
| ----------------- | -------------- |
| Матико Кё         | Икуко Кэнмоти  |
| Гандзиро Накамура | Кэндзи Кэнмоти |
| Дзюнко Кано       | Тосико Кэнмоти |
| Тацуя Накадай     | Кимура         |
| Дзюн Хамамура     | доктор Сома    |